# Énergie renouvelable en Polynésie française
Environ 6% de l'énergie primaire en Polynésie française est produite à partir de sources d'énergies renouvelables en 2023. Environ 30 % de l'électricité est produite de manière renouvelable, principalement via une production d'énergie hydroélectrique et d'énergie solaire. La production d'énergie renouvelable est concentrée à Tahiti, tandis que d'autres parties de la Polynésie française dépendent presque entièrement des combustibles fossiles. L'énergie éolienne n'est pas utilisée, avec seulement deux petites installations, toutes deux devenues non fonctionnelles en raison d'un manque d'entretien.

## Développement
En décembre 2013, l'Assemblée de la Polynésie française adopte une loi sur les principes directeurs de la politique énergétique de la Polynésie française, exigeant qu'au moins 50 % de l'électricité soit produite à partir de sources renouvelables d'ici 2020,. Celle-ci est remplacée en novembre 2015 par le Plan de transition énergétique (PTE) 2015-2030, qui fixe un objectif de 75 % d'énergies renouvelables d'ici 2030. La PTE est remplacée en février 2022 par une programmation pluriannuelle de l'énergie (PPE), et l'objectif de 75 % d'ici 2030 est conservé.
En juillet 2016, le gouvernement annonce que des centrales hybrides solaires photovoltaïques / batteries / diesel seraient construites sur huit îles éloignées. En avril 2021, le gouvernement lance un appel d'offres pour 30 MW de fermes solaires avec batteries pour Tahiti. 
En septembre 2022, Électricité de Tahiti effectue un test pour faire fonctionner l'île de Tahiti entièrement sur les énergies renouvelables pendant une heure, en utilisant l'hydroélectricité et le photovoltaïque, avec le système de batterie Putu Uira stabilisant le réseau. Ce test est suivi d'un second, plus long, une semaine plus tard. À la suite du test, EDT annonce qu'elle s'appuiera de plus en plus sur les énergies renouvelables pour alimenter Tahiti pendant les périodes de beau temps et de faible demande.
En juillet 2021, le gouvernement français annonce un fonds de transition énergétique de 7,1 milliards de francs CFA pour décarboner la production d'électricité, en particulier sur les îles éloignées. Un accord de mise en œuvre du fonds est signé en février 2023,.